# Rule of Five
Die Rule of Five (engl. für „5er-Regel“) ist eine Faustregel für die orale Bioverfügbarkeit einer chemischen Verbindung. Sie wurde 1997 von dem Chemiker Christopher Lipinski aufgestellt. Lipinski stellte fest, dass viele gängige Arzneistoffe relativ kleine und lipophile Moleküle sind. Die „Rule of Five“ findet beispielsweise Anwendung in der Pharmaforschung, um abzuschätzen, ob ein neu entwickelter Arzneistoff als orales Arzneimittel angewendet werden kann.

## Definition
Eine chemische Substanz hat eine gute orale Bioverfügbarkeit, wenn nicht mehr als zwei der folgenden Bedingungen nicht erfüllt sind:
- Nicht mehr als fünf Donatoren von Wasserstoffbrückenbindungen (z. B. OH- oder NH-Gruppen)
- Nicht mehr als zehn Akzeptoren von Wasserstoffbrückenbindungen (z. B. Sauerstoff- oder Stickstoffatome)
- Eine Molekülmasse von nicht mehr als 500 Dalton
- Einen Verteilungskoeffizienten (log P) zwischen Oktanol und Wasser (Oktanol-Wasser-Verteilungskoeffizient) von maximal 5

Der Name „Rule of Five“ rührt daher, dass alle Zahlenwerte gleich oder ein geradzahliges Vielfaches von fünf sind.

## Erweiterungen
Zur besseren Beurteilung der druglikeness wurden die ursprünglichen Regeln erweitert und 1999 von Ghose et al. publiziert:
- Der Verteilungskoeffizient (log P) liegt in einem Bereich zwischen -0.4 und +5.6
- Die molekulare Brechung für „molar refractivity“ liegt zwischen 40 und 130
- Die molare Masse liegt zwischen 160 und 480
- Die Gesamtzahl der Atome liegt zwischen 20 und 70